# Ladies Open Lugano
Ladies Open Biel Bienne — жіночий тенісний турнір, що проходив з 2017 року під егідою WTA на хардових кортах швейцарського міста Біль.  Наступного року відбулися значні зміни — турнір переїхав до міста Лугано й змінив назву на Ladies Open Lugano. Змінилося також покриття — тепер це відкриті ґрунтові корти. 

## Фінали

### Одиночний розряд
| Рік                                    | Чемпіонка           | Фіналістка      | Рахунок       |
| -------------------------------------- | ------------------- | --------------- | ------------- |
| 2019                                   | Полона Герцог       | Іга Швйонтек    | 6–3, 3–6, 6–3 |
| 2018                                   | Елісе Мертенс       | Орина Соболенко | 7–5, 6–2      |
| ↑ Змінено на відкриті ґрунтові корти ↑ |                     |                 |               |
| 2017                                   | Маркета Вондроушова | Анетт Контавейт | 6–4, 7–6(8–6) |

### Парний розряд
| Рік                                    | Чемпіонки                      | Фіналістки                             | Рахунок          |
| -------------------------------------- | ------------------------------ | -------------------------------------- | ---------------- |
| 2019                                   | Сорана Кирстя Андрея Міту      | Вероніка Кудерметова Галина Воскобоєва | 1–6, 6–2, [10–8] |
| 2018                                   | Кірстен Фліпкенс Елісе Мертенс | Віра Лапко Орина Соболенко             | 6–1, 6–3         |
| ↑ Змінено на відкриті ґрунтові корти ↑ |                                |                                        |                  |
| 2017                                   | Сє Шувей Моніка Нікулеску      | Тімеа Бачинскі Мартіна Хінгіс          | 5–7, 6–3, [10–7] |